# Brian Kemp
Brian Porter Kemp (2 de noviembre de 1963) es un empresario y político estadounidense que se desempeña como 83.º gobernador de Georgia desde 2019 después de una elección impugnada. Miembro del Partido Republicano, anteriormente fue el 27 ° secretario de Estado de Georgia de 2010 a 2018 y miembro del Senado del Estado de Georgia desde 2003 hasta 2007. Sus antepasados incluyen varios políticos famosos y dueños de esclavos en Georgia.